# Клермонт (Вирџинија)
Клермонт (енгл. Claremont) град је у америчкој савезној држави Вирџинија. По попису становништва из 2010. у њему је живело 378 становника.

## Демографија
Према попису становништва из 2010. у граду је живело 378 становника, што је 35 (10,2%) становника више него 2000. године.
| Група             | 2000.       | 2010.       |
| Белци             | 251 (73,2%) | 282 (74,6%) |
| Афроамериканци    | 78 (22,7%)  | 84 (22,2%)  |
| Азијати           | 0 (0,0%)    | 2 (0,5%)    |
| Хиспаноамериканци | 0 (0,0%)    | 4 (1,1%)    |
| Укупно            | 343         | 378         |